# وای‌اکس انرژی
وای‌اکس انرژی (انگلیسی: YX Energi) شرکت پالایش نفت نروژی است، که در سال ۱۹۹۰ تأسیس شد.